# Stanley Bruce
Stanley Melbourne Bruce (Melbourne (Victoria), 15 april 1883 - Londen (Groot-Brittannië), 25 augustus 1967) was een Australisch politicus. Hij was de 8e premier van Australië.

## Levensloop

### Jeugd
Bruce werd geboren in een welvarende familie, maar die grote financiële problemen te verduren kreeg tijdens de economische crisis van de jaren tachtig en negentig van de 19e eeuw. Zijn broer William doodde zichzelf in 1899 als gevolg van een psychische aandoening. Nog geen twee jaar later maakte Stanleys vader zichzelf van kant tijdens een zakenreis naar Parijs. Ernest, de broer waar hij het meest mee had, schoot zichzelf in 1919 dood als gevolg van de psychische problemen die in hij in militaire dienst tijdens de Eerste Wereldoorlog had opgelopen. Ook zijn zus Mary (1908) en moeder (1912) overleden toen hij nog jong was.
Na de middelbare school ging Bruce werken in het familiebedrijf. Hij was ambitieus en ging studeren aan de Universiteit van Cambridge. Daar was hij een gemiddelde student, maar zeer actief met sport. Hij maakte deel uit van het team dat de Boat Race  in 1904 won. Ook in Engeland zette Bruce zich in voor het familiebedrijf. Samen met zijn broer Ernest wist hij het tij te keren en maakte snel een fortuin.

### Eerste Wereldoorlog
Vrij snel naar Bruces terugkeer in Australië brak de Eerste Wereldoorlog uit. Bruce en zijn twee broers namen dienst in het Britse leger. Daarin was het, vergeleken met het Australische leger, sneller mogelijk carrière te maken en de familie had een nauwe verwantschap met het Britse rijk.  Bruce vocht in 1915 mee tijdens de beroemde Galipoli-campagne. Daarbij raakte hij gewond door een schot in de arm. Daardoor ontliep hij de slachtpartij onder zijn regiment kort daarna. Later werd hij nog een keer geraakt in zijn been waardoor hij verschillende jaren kreupel liep en niet langer geschikt was voor gevechtsdienst en hij in 1916 terugkeerde naar Australië. Daar viel zijn welsprekendheid op en hij zette zich  voor de overheid in voor de werving van nieuwe strijdkrachten.

### Start politieke carrière
Door zijn welsprekendheid viel Bruce op in politieke kringen. De National Party of Austraia  vroeg hem zich kandidaat te stellen voor het parlement. Dat deed hij met succes. In 1921 viel hij vooral op door zijn betrokkenheid rond de kwestie van de Commonwealth Shipping Line (CSL). Deze scheepsmaatschappij was tijdens de oorlog door de Australische regering opgericht omdat er bijna geen Britse of commerciële schepen beschikbaar waren voor de transportatie van goederen. Na de oorlog wilde de regering van premier Billy Hughes, een partijgenoot van Bruce, de CSL voortzetten. Bruce deed dit af als ongepast en inefficiënt. Veel conservatieve collega's steunden hem daarin. Verder viel hij in deze periode op doordat de Australische regering hem in 1921 afvaardigde naar de Volkerenbond. Daar hield hij een gloedvol betoog voor ontwapening en hechtere internationale samenwerking, hoewel Bruce in het algemeen sceptisch stond tegenover de Bond. Premier Hughes vroeg hem na terugkeer als minister van Handel. Vanwege het familiebedrijf waarin Bruce nog steeds actief was zou dit zeker tot belangenverstrengeling kunnen leiden. Bruce liet weten dat hij niet geïnteresseerd was, maar dat hij wel beschikbaar was als minister van financiën. Tot zijn verbazing ging de premier op zijn voorstel in.
In het kabinet botste Bruce en Hughes regelmatig. Bruce vond de premier chaotisch en vond dat er onder hem weinig resultaat werd geboekt. Hij tackelde veel van de extremere ideeën van Hughes. Als minister van Financiën stelde hij maar een begroting op. Daarin was veel ruimte voor landbouwuitgaven om de nieuw opgerichte Country Party de wind uit de zeilen te nemen. Na de parlementsverkiezingen van 1922 was het voor de Nationalist Party alleen mogelijk om met steun van de Country Party verder te reageren. Earle Page, partijleider van de Country Party, wilde alleen zijn steun geven aan een regering waar Hughes geen deel meer van uitmaakte. Vice-partijleider Walter Massy-Greene had zijn zetel verloren tijdens de verkiezingen en daarom was was Bruce de aangewezen man voor het premierschap.

### Premier
Op het moment dat Bruce aantrad als premier ging het Australië economisch voor het wind. Het had mankracht nodig en de regering lanceerde daarom een grootschalig programma voor het aantrekken van Britse immigranten. Meer dan een half miljoen immigranten vond in de periode van tien jaar zijn weg naar Australië. Verder werden er veel plannen gelanceerd om het wegennet te verbeteren, te investeren in de landbouw en de bouw van huizen. Als gevolg daarvan liep de staatsschuld op en de Australische regering moest hard ingrijpen toen de economische groei halverwege de jaren twintig van de twintigste eeuw achterbleef bij de verwachtingen.
Onder de regering van Bruce verhuisde de federale regering naar de nieuwe hoofdstad Canberra. Met de bouw van deze stad aan de Molonglo-rivier was in 1913 begonnen. Door de uitbraak van de Eerste Wereldoorlog had de bouw vertraging opgelopen, maar in 1923 was het project uiteindelijk afgerond.
Bruce was voorstander van hechtere banden met het Verenigd Koninkrijk en meer zeggenschap voor de dominions wat betreft buitenlands beleid. Tot grote woede van de leiders van de dominions waren zij in het kielzog van Groot-Brittannië bijna in een oorlog verwikkeld geraakt tegen Turkije wegens een grensconflict tussen de Turken en Griekenland, zonder dat de Britse regering hen goed op de hoogte hield. Tot zijn grote teleurstelling kwam van zijn voornemens weinig terecht. Dat werd duidelijk toen Groot-Brittannië in 1924 de Sovjet-Unie erkende, zonder daarin de dominions gekend te hebben. Bruce, zelf een fel anticommunist, was bitter teleurgesteld, hoewel bij de erkenning werd uitgesproken dat dit alleen Groot-Brittannië betrof en niet de dominions. Uit de Imperial Conference van 1926, waar alle dominions en Groot-Brittannië met elkaar spraken, kwam de bevestiging dat de dominions en het moederland verder uit elkaar dreven. Bruce deed nog wel voorstellen voor een hechtere samenwerking, maar kreeg weinig steun van de leiders van bijvoorbeeld Canada en Zuid-Afrika. De Imperial Conference erkende de Balfour-declaratie waarin werd uitgesproken dat de dominions onafhankelijke gebieden waren die onafhankelijk en vrijwillig onderdeel uitmaakten van het Britse rijk. Ook was de gouverneur-generaal niet langer de afvaardiging van de Britse regering, maar slechts van de Britse monarch en mochten alleen nog maar optreden op advies van de regering van zijn of haar dominion. Dit waren deels symbolische stappen, maar wel belangrijk in de omvorming van de (voormalige) koloniën naar onafhankelijke staten.
De regeerperiode van Bruce kenmerkte zich ook door het doorlopende conflict tussen werkgevers en de vakbonden. Er waren verschillende grote stakingen om een hoger loon en betere arbeidsomstandigheden af te dwingen.
Vanaf het begin van 1927 waren de eerste tekenen van economisch verval zichtbaar. Rond 1929 was het bruto nationaal product met 10 procent gekrompen en de export met een derde afgenomen. Verder nam de onrust tussen werknemers en werkgevers steeds meer toe. De oppositie spande garen bij de onrust. James Scullin volgde in 1928 Matthew Charlton op als leider van de Australian Labor Party. Hij leverde veel kritiek op de regering en deed het goed in de peilingen. Tegelijkertijd had Bruce te maken met veel tegenstand in zijn eigen partij toen hij de macht van de vakbonden probeerde in te krimpen.
Bij de parlementsverkiezingen in 1929 onderging de zittende coalitie een dramatisch nederlaag. Nog vernederender voor Bruce was dat hij zijn eigen zetel verloor. Dat was een zittende premier nog nooit overkomen en het zou tot 2005 duren voordat het opnieuw gebeurde.

### Ambassadeur in Groot-Brittannië
Bruce vertrok naar Engeland voor een lange vakantie en zaken en zijn voormalige minister van Justitie John Latham volgde hem op als partijleider. De oud-premier wilde revanche en kondigde in april 1931 zijn terugkeer naar de politiek aan. In november 1931 kwam de Scullin-regering onverwachts ten val. De Nationalisten hadden zich intussen gehergroepeerd als United Australia Party onder leiding van Joseph Lyons. De UAP won de verkiezingen en Bruce heroverde zijn zetel. Hij keerde terug in het kabinet als staatssecretaris van Financiën omdat de nieuwe premier Lyons zelf de belangrijkste financiële onderwerpen onder zijn hoede nam. In 1933 werd hij benieuwd tot Australisch ambassadeur in Groot-Brittannië. Samen met zijn vrouw zou hij de rest van zijn leven in Londen wonen. De eerste jaren heronderhandelde hij succesvol over verlaging van de rente op verschillende leningen die met Britse banken afgesloten waren om de staatsschuld te financieren.
Als ambassadeur had hij veel invloed. Zo had hij een goede band met de Britse eerste minister Stanley Baldwin. Premier Lyons gaf hem de vrije hand. Dit in combinatie met het snelle tempo dat de ministers van Buitenlandse Zaken elkaar aflosten zorgden ervoor dat hij Australisch belangrijkste internationale afgevaardigde was.
Bruce vertegenwoordigde Australië ook bij de Volkerenbond. Hij nam in 1933 afstand van de Japanse invasie van Mantsjoerije. Verder was hij tegenstander van sancties, want die zag hij slechts als zwaktebod. Zo wilde hij geen economische boycot van Italië na de inval in Abessinië, omdat hij vreesde dat er geen enkel effect van uitging en tegelijkertijd wel de Italianen van de rest van de Volkerenbond zou doen vervreemden. Bruce riep regelmatig Frankrijk en Groot-Brittannië op om zich te herbewapenen om zo een gezond tegenwicht tegenover Duitsland te kunnen vormen.

### Tweede Wereldoorlog

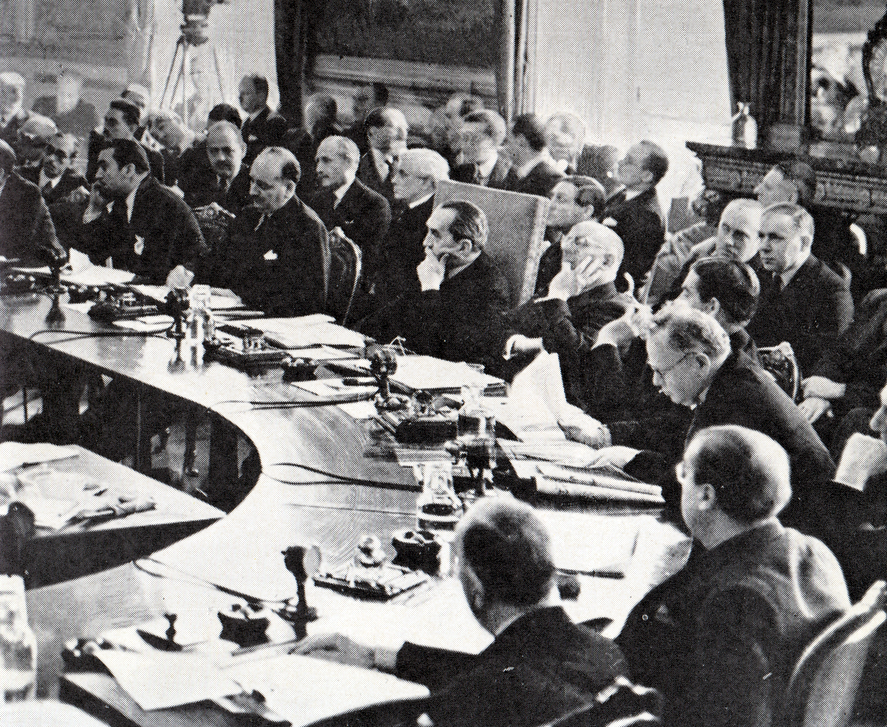
Bruce zit een vergadering van de Volkerenbond voor terwijl de Duitse minister van Buitenlandse Zaken Joachim von Ribbentrop het woord voert (1936).

In aanloop naar de Tweede Wereldoorlog steunde Bruce de lijn van de Britten en premier Neville Chamberlain ten tijde van de annexatie van het Rijnland, de Anschluss en de München-crisis. Hij gaf de voorkeur boven een compromis boven oorlog met nazi-Duitsland, zo bleek tijdens de München-crisis waar hij aan de onderhandelingen deelnam. Toen premier Lyons in april 1939 overleed deden Richard Casey en Earle Page een beroep om de voormalige premier om terug te keren naar Australië om aan het hoofd van de UAP wederom het premierschap op zich te nemen. Bruce wilde alleen terugkeren als hij als onafhankelijke premier met steun van alle partijen kon optreden. Politiek gezien was dat niet haalbaar en daarom schoof de UAP Robert Menzies naar voren als premier. Deze verklaarde Duitsland de oorlog een paar uur nadat de Britten dat deden toen Duitsland Polen binnenviel op 1 september 1939.
Na het aantreden van Winston Churchill als premier kwam Bruce regelmatig in botsing met de Britse regering. Churchill zag de dominions meer als semi-koloniën onder het gezag van Londen dan als gelijkwaardige partners. In Australië groeide intussen de vrees voor een Japanse invasie, zeker na de val van Singapore begin 1942. Bruce werd opgenomen in het Britse oorlogskabinet, maar daarin botste hij regelmatig met Churchill die weinig overlegde met het oorlogskabinet. Regelmatig informeerde Churchill hem niet of werd hij niet uitgenodigd voor bijeenkomsten. Ondanks de moeizame band met de Britse premier prezen andere prominente Britse politici zoals Clement Attlee en Anthony Eden hem voor zijn inzet.

### Voorzitter FAO
Na de oorlog was Bruce een kandidaat voor de post van secretaris-generaal bij de net opgerichte Verenigde Naties. Hij gaf aan het rustiger aan te willen. In plaats van secretaris-generaal werd hij de eerste voorzitter van de FAO, de voedsel- en landbouwbouworganisatie van de Verenigde Naties die tot doel heeft om de honger in de wereld te bestrijden. Deze functie vervulde hij van 1947 tot 1951.
- Australian Dictionary of Biography: bruce-stanley-melbourne-5400
- Bibliothèque nationale de France: cb15954777x (data)
- Gemeinsame Normdatei: 139322787
- International Standard Name Identifier: 0000 0000 7104 3068
- Library of Congress Control Number: nr89002917
- Nationale bibliotheek van Australië: 35102465
- Nederlandse Thesaurus van Auteursnamen: 117471321
- Réseau des bibliothèques de Suisse occidentale: 02-A023294898
- SNAC: w6dn5fgn
- Système universitaire de documentation: 079458769
- Trove: 472215
- Virtual International Authority File: 78622954
- WorldCat: E39PBJfWXd3krC8f47QY6RfQbd